# Nefão I de Constantinopla
Nefão I de Constantinopla (em grego:  Νήφων - Nephon) foi o patriarca grego ortodoxo de Constantinopla entre 1310 e 1314. Oriundo de Beroia, na Grécia, ele era um amante do luxo e uma péssima escolha para a função. Durante o seu reinado, o cisma arsenita terminou na Igreja Ortodoxa. Nefão abdicou ao trono depois de quatro anos.